# Cheiracanthium olliforme
Cheiracanthium olliforme là một loài nhện trong họ Miturgidae.
Loài này thuộc chi Cheiracanthium. Cheiracanthium olliforme được miêu tả năm 1993 bởi Zhang & Zhu.